# Stará Bělá
Stará Bělá – jeden z 23 obwodów miejskich miasta statutarnego Ostrawy, stolicy kraju morawsko-śląskiego, we wschodnich Czechach. Jest to także jedna z 39 gmin katastralnych w jego granicach o powierzchni 1393,3888 ha. Populacja w 2001 wynosiła 3233 osób, zaś w 2012 odnotowano 1254 adresów. 
Pierwsza wzmianka pochodzi z 1272, z listu biskupa ołomunieckiego Brunona ze Schauenburku. Położona na Morawach miejscowość wchodziła w skład tzw. państwa hukwaldzkiego. Po raz pierwszy przyłączona do Morawskiej Ostrawy w 1941, w 1954 usamodzielniła się, by w 1975 ponownie zostać przyłączona do Ostrawy.

## Demografia[2]
| Rok             | 1869 | 1880 | 1890 | 1900 | 1910 | 1921 | 1930 | 1950 | 1961 | 1970 | 1980 | 1991 | 2001 |
| --------------- | ---- | ---- | ---- | ---- | ---- | ---- | ---- | ---- | ---- | ---- | ---- | ---- | ---- |
| Liczba ludności | 1428 | 1598 | 1738 | 1937 | 2118 | 2138 | 2778 | 3190 | 2843 | 2884 | 3013 | 2989 | 3233 |